# Steve Ramon
Steve Ramon (Brujas, Belgica, 29 de diciembre de 1979) es un expiloto de motocross profesional belga.Compitió en el Campeonato Mundial de Motocross de 1996 a 2011. Fue dos veces campeón mundial de motocross.

## Trayectoria
Ramon debutó en 1997 en la categoría de 125cc, quedando subcampeón las temporadas de 2001 con Kawasaki y 2002 con KTM. En 2003, ganó el Campeonato del mundo de 125cc en su segunda temporada con la marca austriaca. Posteriormente, dicha categoría adoptaría el nombre de MX2 a partir de 2004.
En la temporada 2004, dio el salto a la categoría MX1. Ramon corrió para el equipo Suzuki dirigido por el ex campeón mundial Eric Geboers y su hermano Sylvain Geboers, quedando cuarto ese año y en 2005, y tercero en 2006. 
En 2007 consiguió romper la racha de seis títulos consecutivos de Stefan Everts y se proclamó campeón del mundo de la categoría reina a pesar de no ganar una sola carrera de Gran Premio. En 2008 fue subcampeón tras David Philippaerts. 
Finalmente, una lesión terminó con su carrera deportiva en 2011.
Con el equipo de Bélgica ha ganado las ediciones de 2003 y 2004 del Motocross de las Naciones.

## Palmarés
- Campeón del Mundo en 2003 de 125cc.
- Campeón del Mundo en 2007 de MX1.